# Nokia N85
Il Nokia N85 è uno smartphone prodotto da Nokia, facente parte della Nseries, ovvero la serie dei cellulari Nokia interamente dedicati alla multimedialità.
La vendita del Nokia N85 è cominciata nell'ottobre 2008.

## Caratteristiche principali

### In generale
Telefono leggero (128 g) e compatto, come i suoi predecessori, ha uno spiccato orientamento alla multimedialità: lettore mp3, fotocamera da 5 megapixel, GPS, videocamera, suite di produttività personale QuickOffice per lavoro d'ufficio, VoIP, giochi.

### Il design
Dotato come molti altri modelli della NSeries, questo Nokia N85 offre uno slide in due direzioni, (tastierino T9 scorrendo verso l'alto, tasti multimediali per il controllo audio/video scorrendo in basso).
La parte anteriore del telefonino è di rivestimento plastico lucido, mentre la parte posteriore presenta i colori Copper, Black Chrome e Dark Grey rispettivamente per le diverse colorazioni.

### Galleria d'immagini

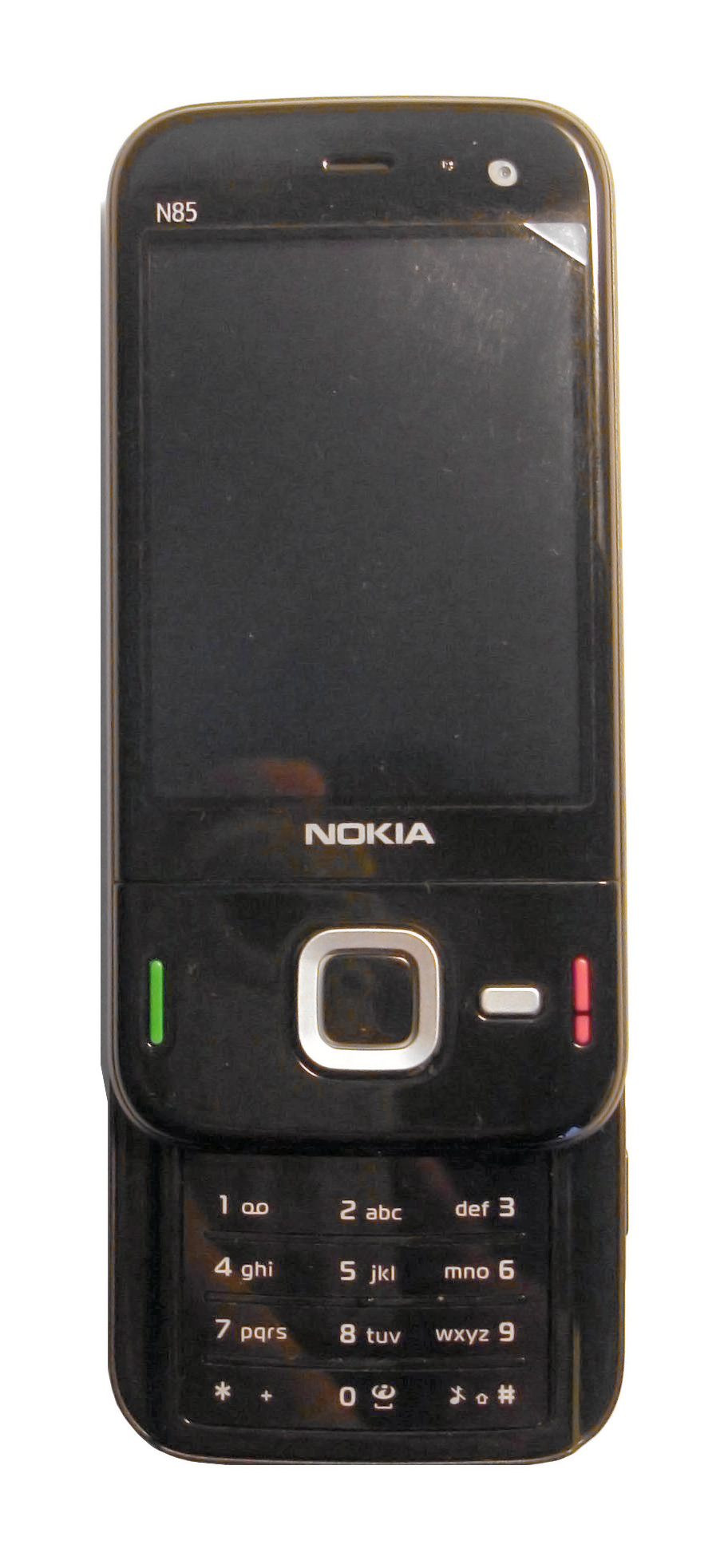
N85 tastierino sotto
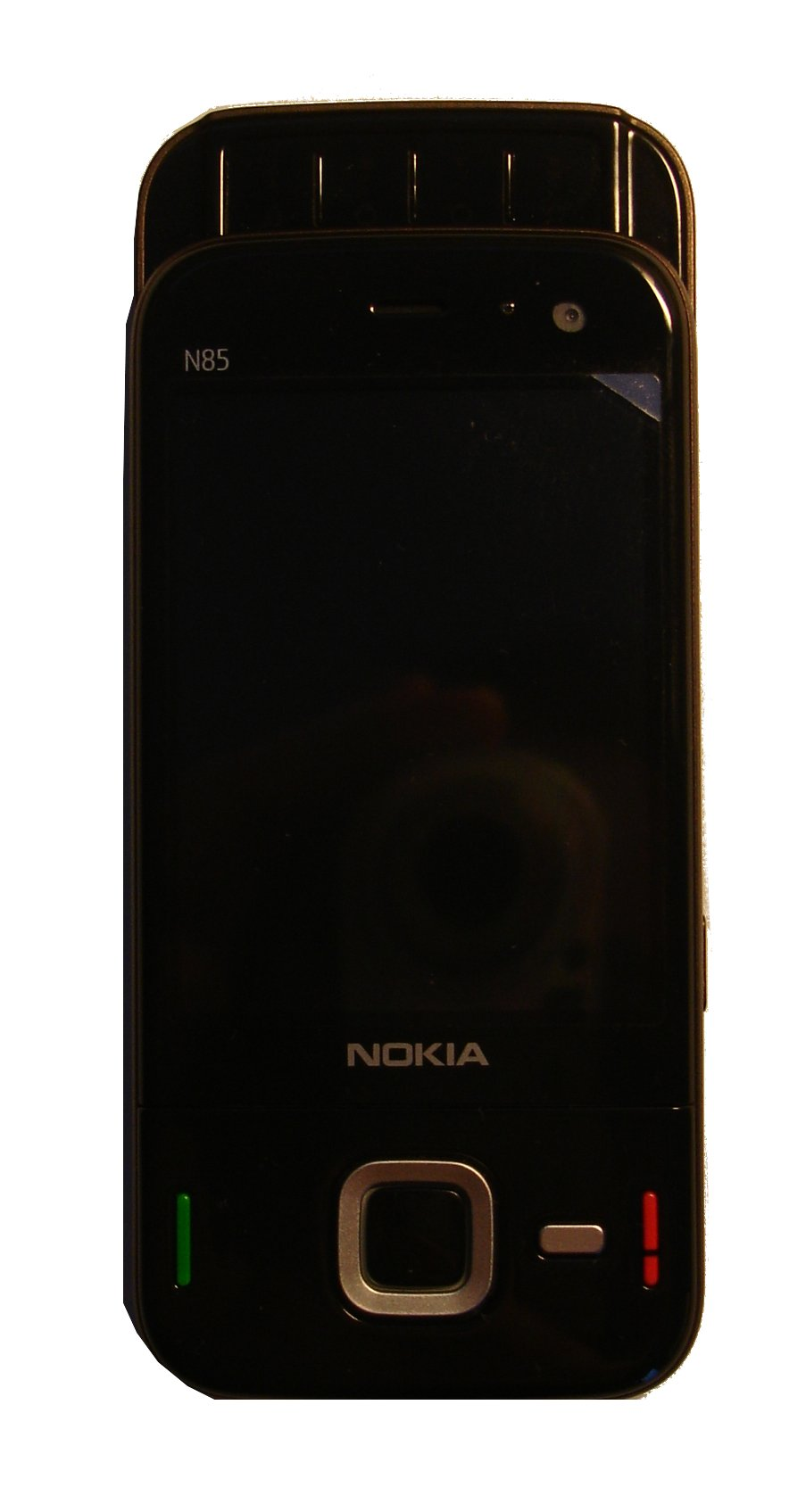
N85 tastierino sopra
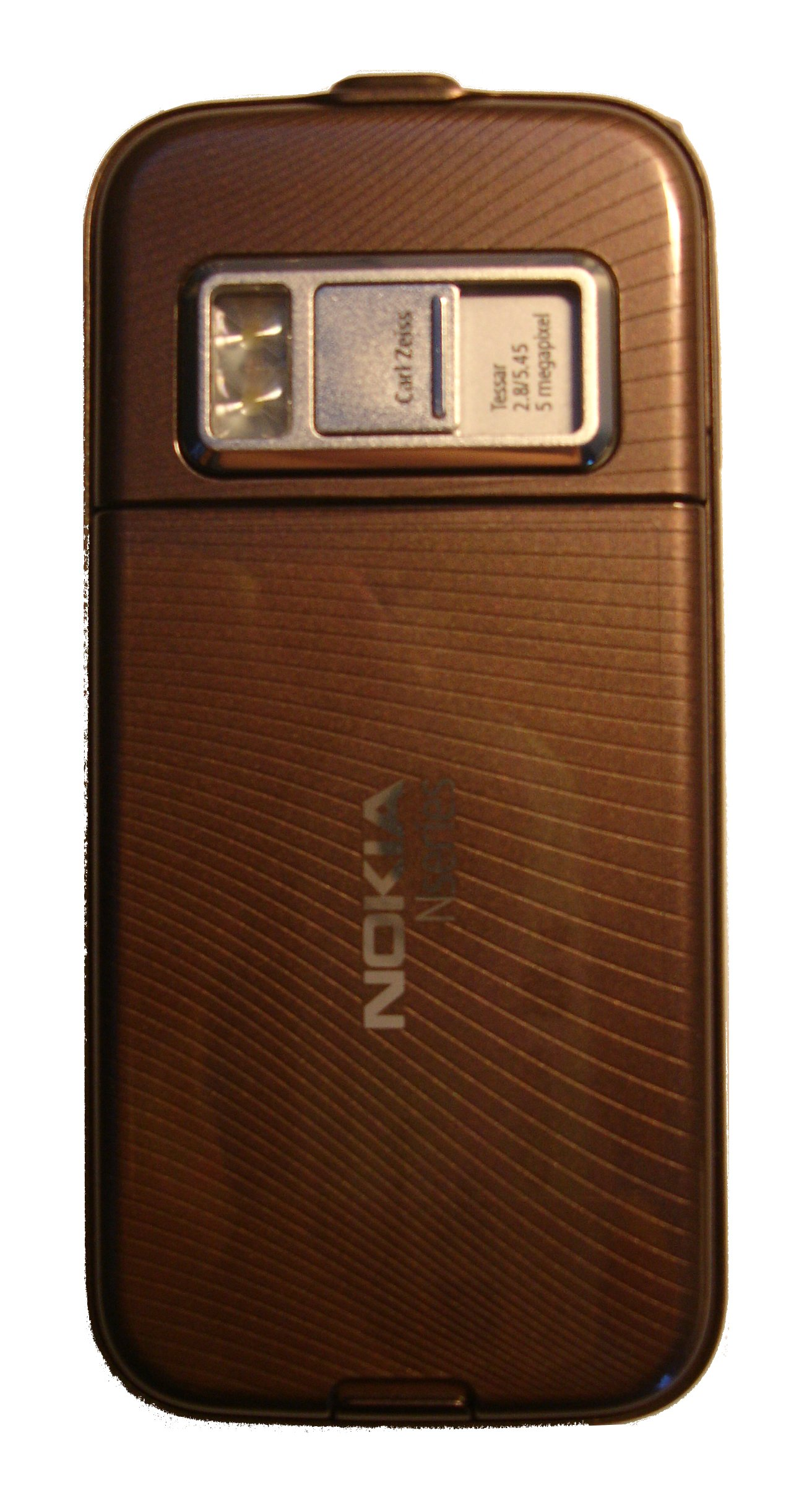
N85 retro

### Connettività
Il Nokia N85 è dotato di connessioni WLAN 802.11b/g, USB 2.0, UMTS/HSDPA, DVB-H (con il supporto SU-33W di Nokia), Bluetooth 2.0.

### Sistema operativo e memoria
La memoria flash interna è di 74MB (dynamic memory), 78MB (NAND flash memory), espandibile fino a 8 GB tramite schede MicroSD HC (TransFlash). Il sistema operativo è Symbian 9.3 S60 3rd Edition.